# Église Saint-Martin de Sorèze
Pour les articles homonymes, voir Église Saint-Martin.
L'église Saint-Martin de Sorèze est une église catholique située dans la commune de Sorèze, dans le département du Tarn, en France.

## Historique
L'origine de la ville est l'abbaye Sainte-Marie-de-la-Sagne, installée au début du IXe siècle, probablement dans un site inculte comme le montre son qualificatif de la sagne qui se traduit par des marécages. L'abbaye était placée au pied du castrum de Verdun (Virdiminus). Le village fortifié d'origine, Berniquaut (Brunichellis), était situé au-dessus de Sorèze au XIIe siècle. Ce village était une co-seigneurie possédée au début du XIIe siècle par la famille de Trencavel et l'abbé de Sorèze. En 1141, ils le donnent au seigneur de Roquefort. Ce village a été progressivement abandonné. La première mention de l'église Saint-Martin date de 1120, dans une bulle du pape Calixte II confirmant les possessions de l'abbaye de Sorèze. La première mention d'une maison près de l'abbaye date de 1057. En 1153, les seigneurs de Berniquaut vont essayer d'arrêter le développement de la ville basse autour de l'abbaye. Cette première église devait être située à l'emplacement de l'église gothique actuelle. Un cimetière jouxtait l'église, encore utilisé au XVIIIe siècle.
On ne connaît pas les dates précises de construction de l'église. Après la guerre de Cent Ans, le retour de la prospérité a permis la reconstruction à la fin du XVe siècle. La construction d'une chapelle est citée en 1508, et la pose d'une cloche, en 1512.
L'église est en grande partie démolie par les protestants lors du second sac de Sorèze, en 1573. Il en subsiste le clocher au-dessus de l'abside. Ces parties subsistantes ont été restaurées à plusieurs reprises au XIXe siècle, en 1937-1939 et 1941.
Le Clocher a été classé au titre des monuments historiques en 1879.